# Officer
 "Officer" omdirigeres hertil. For andre betydninger af Officer, se Officer (flertydig).
En officer (fra fransk officier, embedsmand) er en leder i militæret, der har højere rang end befalingsmændene i sergentgruppen, også kaldet underofficerer (korporal, sergent, oversergent, seniorsergent). 
Officerer kan traditionelt tildeles retten til at føre selvstændig kommando; dette sker i praksis kun for højerestående officerer.